# Потоцкий, Леон
Граф Леон Станиславович Потоцкий (14 июля 1799, Коханово — 6 декабря 1864, Рига) — польский писатель, мемуарист и литератор. Псевдоним — «Бонавентура из Коханово».

## Биография
Представитель польского графского рода Потоцких герба «Пилява». Единственный сын польского генерала Станислава Потоцкого (1776—1830) и Юзефы Сологуб (ум. 1838).
При жизни был популярен как мемуарист, автор работ по истории обычаев. После смерти он был почти полностью забыт.
Награждён Орденом Святого Станислава II класса российским императором Александром I Павловичем.
В период с 1817 по 1820 год учился в Варшавском университете. С этого времени начинается литературная деятельность Потоцкого.
После окончания учёбы он женился на Барбаре Коссаковской и поселился в имении жены — Рудаве под Свислочью.
В 1828 году Леон Потоцкий был назначен камергером двора Царства Польского. Принимал участие в Ноябрьском восстании (1830—1831), где сражался под командованием генерала Генриха Дембинского. Был членом Временного правительства в Паневежиском повете. 
После подавления восстания в октябре 1831 года эмигрировал в Дрезден (Саксония). В эмиграции Леон Потоцкий познакомился с Адамом Мицкевичем. 
В 1834 году после объявления амнистии вернулся на родину. Вскоре он развелся со своей женой и провёл два года в имениях родственников и друзей в Литве. В 1836 году вернулся на постоянное жительство в Варшаву. Здесь он принял активное участие в общественной жизни, занимался редакторской, научной и творческой работой.
Похоронен на католическом кладбище при церкви св. Франциска в Риге.

## Творчество
Леон Потоцкий был одним из основателей «Библиотеки Варшавы». Занимался литерным творчеством. Наиболее известен его 3-томный труд «Мемуары пана Камертона», изданный после смерти Л. Потоцкого.
В «Мемуарах…» описываются исторические места и памятники, предания, песни, обычаи и наряды литовского народа на территории Курляндии и Жемайтии. Также «Мемуары..» содержат описания и сведения о состоянии крупных магнатских резиденций в 1820—1840-х годах, в том числе Свислочь (Тышкевичи), Деречин и Ружаны (Сапеги), Несвиж (Радзивиллы), Ляховичи времен гетмана М. Масальского и Зельва. Потоцкий писал не только о встрече с владельцами резиденций, но и предоставлял различные исторические сведения, анекдоты про владельцев, освещали историю древних родов.

## Избранные труды
- Wiersze rozmaite — Poznań 1830, 1836 (podpisane L.P. — autorstwo niepewne)
- Święcone, czyli pałac Potockich w Warszawie — opowieści historyczno-obyczajowe, Poznań 1854 (podpisane «Bonawentura z Kochanowa»)
- Szkic towarzyskiego życia miasta Warszawy z drugiej połowy XIX stulecia — powieść, Poznań 1854 (podpisane L.P.)
- Wspomnienie o Kownie — Poznań 1854 sane «Bonawentura z Kochanowa»)
- Dwaj bracia artyści. Zarys życia towarzyskiego XIX wieku — powieść, Poznań 1856 (podpisane L.P.)
- Zarysy życia towarzyskiego z dziewiętnastego stulecia — powieść, Poznań 1856 (podpisane L.P.)
- Wincenty Wilczek i pięciu jego synów. Wspomnienie z drugiej połowy osiemnastego i początku dziewiętnastego wieku — powieść, Poznań 1859 (podpisane «Bonawentura z Kochanowa»)
- Przeznaczenie, czyli badacz nauk przyrodzonych — opowiadanie, Wilno, 1861
- Pamiętniki pana Kamertona — szkice, Poznań 1869, 3 t. (podpisane L.P.)
- Kazimierz z Truskowa czyli pierwszy i ostatni litewski powstaniec — praca historyczna, Poznań 1874, (podpisane «Bonawentura z Kochanowa»)
- Urywek ze wspomnień pierwszej mojej młodości — pamiętnik, Poznań 1876
- Wspomnienia o Świsłoczy Tyszkiewiczowskiej, Dereczynie i Różanie — Wilno 1910